# Diasemia reticularis
Diasemia reticularis là một loài bướm đêm thuộc họ Crambidae. Thường nó được tìm thấy ở khu vực nhiệt đới nhưng cũng hiện diện ở châu Âu đến tận Biển Bắc do đặc tính di cư của bướm.
Sải cánh dài 18–22 mm.
The larvae feed mainly on Cichorieae, như Cichorium (chicories), Hieracium (hawkweeds) và Picris (oxtongues), but also on Plantago (plantain herbs). Khác thường hơn chúng được ghi nhận ăn.

## Hình ảnh

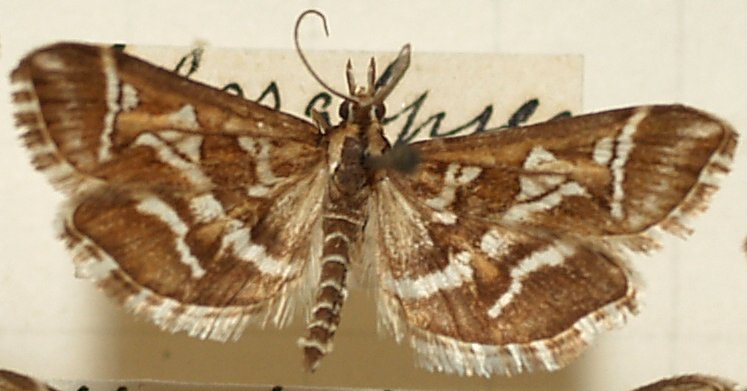
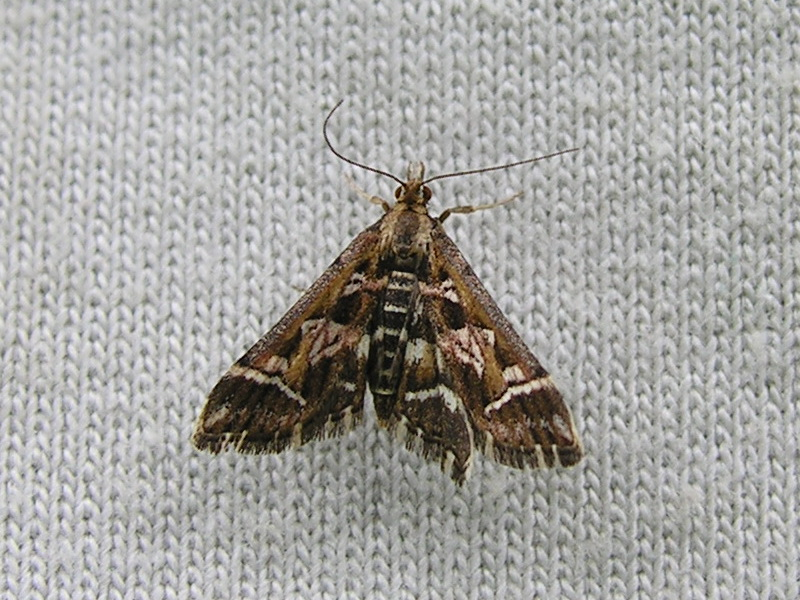
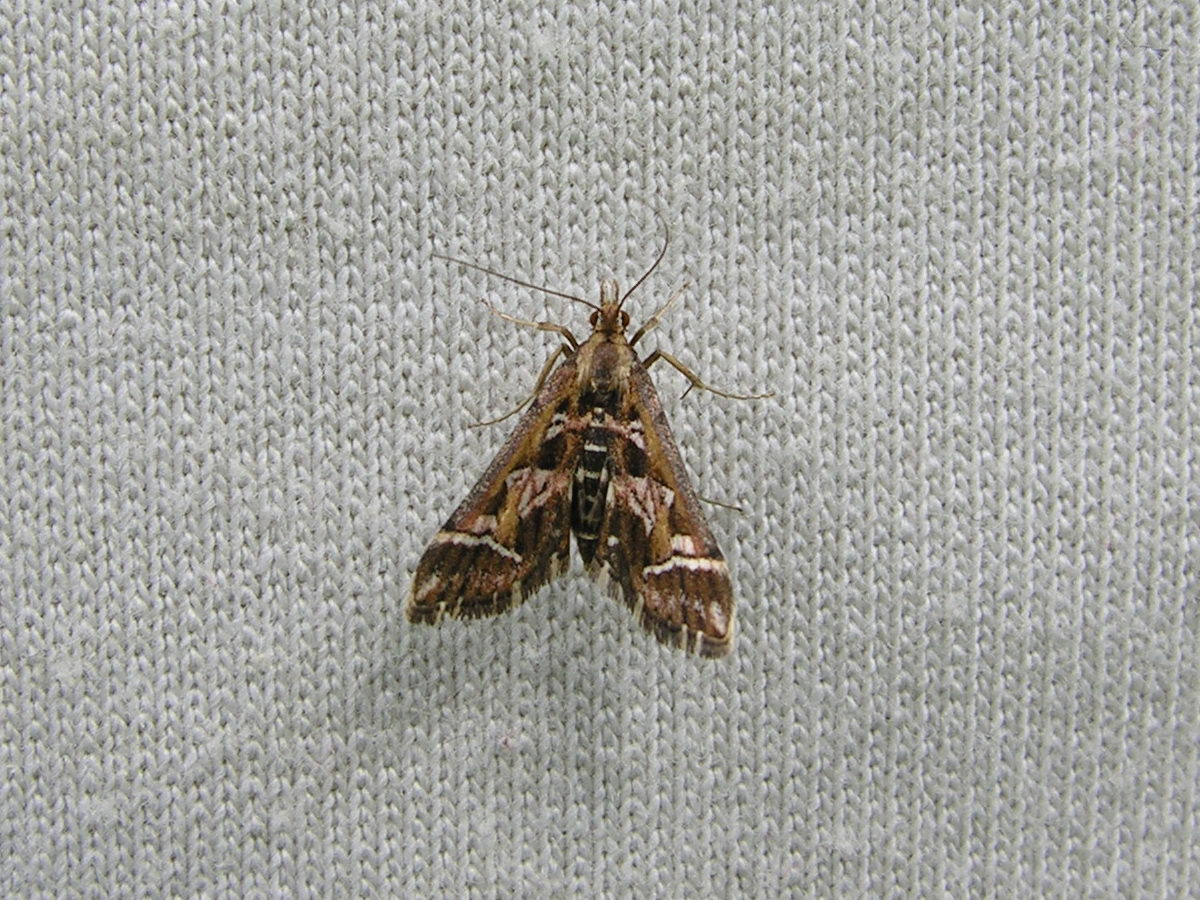
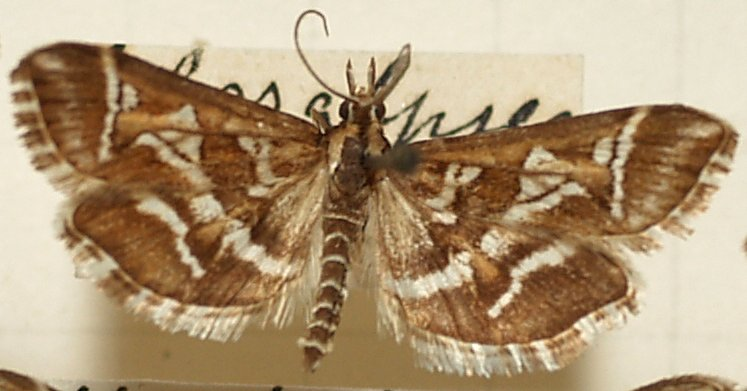